# 粟國群島
粟國群島（日语：／ Aguni-shotō）為琉球列島沖繩群島的子群島，位於沖繩島西方約60公里的島嶼群，分布於久米島與慶良間群島之間。主要島嶼包括屬於日本沖繩縣島尻郡粟國村的粟國島、渡名喜村的渡名喜島和入砂島，其中入砂島現為無人島。粟國島在北，渡名喜島在南。
實際上在一般的地圖以及資料中，並沒有使用粟國群島的用法；只有在2002年期間，日本氣象廳及沖繩氣象台的天氣預報中，一度使用過「慶良間、粟國群島」來統一報告渡嘉敷村、座間味村、粟國村和渡名喜村的天氣預測。同時，栗國村及渡名喜村兩村村民也長期習慣以粟國群島自行稱呼。
島上主要交通包括村營渡輪及琉球空中通勤所經營的那霸-粟國航線，而久米商船所經營的那霸港-久米島兼成港航線也有在中途停泊渡名喜島。